# Frederic Cristià II de Schleswig-Holstein-Sonderburg-Augustenburg
Frederic Cristià II de Schleswig-Holstein-Sonderburg-Augustenburg (en alemany  Friedrich Christian II von Schleswig-Holstein-Sonderburg-Augustenburg) va néixer a Augustenburg el 28 de setembre de 1765 i va morir a la mateixa ciutat el 14 de juny de 1814. Era el fill gran del duc Frederic Cristià I (1721-1794) i de la seva cosina la princesa Carlota de Holstein-Plön (1744-1770).

## Matrimoni i fills
El 27 de maig de 1786 es va casar al Palau de Christiansborg, a Copenhaguen, amb Lluïsa Augusta de Dinamarca (1771-1843) princesa de la casa reial danesa d'Oldenburg, com ell mateix. Oficialment, Lluïsa Augusta era filla del rei Cristià VII de Dinamarca (1749-1808) i de Carolina Matilde de Hannover (1751-1775), però el pare biològic seria Johann Friedrich Struensee, metge de la Cort i persona molt influent en els afers d'estat, tenint en compte els problemes de salut del Rei. Amb aquest casament concertat s'assegurava que si alguns dels seus descendents havia d'ascendir al tron seria realment de sang reial danesa, unint les dues branques de la casa reial, la d'Oldenburg i la d'Augustenborg, i evitant a la vegada l'enllaç matrimonial de la princesa amb la família reial sueca. El matrimoni va tenir tres fills: 
- Carolina Amàlia (1796-1881), casada el 1815 amb el futur rei Cristià VIII de Dinamarca.
- Cristià August (1798-1869), duc de Holstein-Sondenburg-Augustenburg, casat el 1820 amb Lluïsa Sofia Danneskjold-Samsøe (1797-1867).
- Federic Emili August, príncep de Noer (1800-1865), casat el 1829 amb Enriqueta Danneskjold-Samsøe (1806-1858).